# Milutin Barač
Milutin Barač (Paukovec, 14. veljače 1849. – Sveti Ivan Zelina, 22. srpnja 1938.), hrvatski kemičar, zoolog amater, graditelj i prvi direktor onodobne najveće rafinerije u Europi.

## Životopis
Otac Milutina Barača Franjo bio je vijećnički tajnik Kraljevskoga banskog stola u Zagrebu. Obitelj njegove majke Matilde (r. Domjanić) imala je u Donjoj Zelini vlastelinsko dobro. Imao je braću Vladimira i Antuna i sestru Mariju. Obitelj se preselila u Zagreb gdje je Milutin Barač završio osnovnu školu i Kraljevsku višu realnu gimnaziju koju je upisao 1860. Godine 1867. upisuje se u Kemijsko-tehničku školu u Grazu. Nakon prvoga polugodišta, na zahtjev Kraljevske zemaljske vlade iz Zagreba koja ga je stipendirala, odlazi u Beč gdje školovanje nastavlja na Visokoj tehničkoj školi. Vojni rok služio je od 1869. do 1870. kao dobrovoljac u pješačkoj pukovniji br. 53 u Beču. Godine 1871. imenovan je poručnikom u pričuvi, a nakon odsluženja vojnog roka imao je čin natporučnika. Na svoj će zahtjev 1886. biti oslobođen vojnih dužnosti. Diplomirao je 1872. stekavši zvanje tehničkoga kemičara. Godine 1874. u Beču se ženio Ludovikom Romanić (kći zagrebačkog inženjera Franje i supruge Marije)  s kojom će imati tri kćeri Ljuba, Sofija i Olga.
Umro je 22. srpnja 1938. Pokopan je na groblju u Donjoj Zelini.

## Karijera
Već kao student počeo je, kao tvornički kemičar, raditi u Beču u rafineriji Gustava Wagenmanna (u njegovoj bečkoj Petroleum Raffinerie), koja je bila jedna od prvih rafinerija nafte u Austriji. Tu je Barač razvio metodu čišćenja mineralnog voska u cerezin i tvornički uređaj koji je to radio. Za tu je inovaciju dobio novčanu nagradu, a kemijski postupak dobivanja čistog cerezina iz zemnog voska, koji je stizao s nalazišta u galicijskim Karpatima, patentirao je.
Dana 20. studenoga 1882. javlja se na natječaj koji je raspisala Rafinerija kamenoga ulja, d.d., Budimpešta kojim je tražila stručnjaka koji bi vodio izgradnju rafinerije nafte u Rijeci i koji bi u prvom pogonu preuzeo direktorske dužnosti. Barač na natječaj prilaže 14 svjedodžbi, a o odluci da je primljen na raspisano radno mjesto usmeno ga obavještava markiz Pallavicini, generalni direktor Mađarske opće kreditne banke, najvećeg dioničara Društva. Iako su ga obveze u Wagenmannovoj tvornici zadržale u Beču još pola godine, poslove tehničkog direktora riječke rafinerije mineralnih ulja u osnivanju počeo je odmah obavljati. O tome svjedoči i živa korespondencija Barača i Wilhema Singera, riječkog predstavnika Mađarske banke. Barač daje upute, šalje nacrte, navodi imena najboljih dobavljača kemikalija i cisterni. Dana 20. svibanj 1883. sa svojom se obitelji seli na Kvarner. Žive u kući izgrađenoj unutar Rafinerije kao što je to Barač i predlagao u svojim bečkim pismima. (Danas se na mjestu nekadašnje kuće Baračevih nalazi naftni spremnik broj 9).
Veći radovi na izgradnji Rafinerije započeli su u proljeće 1883. Dana 14. rujna 1883. službeno je otvorena riječka Rafinerija na Mlaki. Imala je, za to vrijeme, nevjerojatno velik preradbeni kapacitet od 60 tisuća tona nafte godišnje te se s njom nije mogao mjeriti nijedan istovrsni pogon u Europi. To je bila Rafinerija koja je prva u Europi prerađivala naftu na industrijski način (za razliku od malih manufakturnih pogona). Rad je započela s oko 300 zaposlenih. Mogla je preraditi više od svih devet postojećih rafinerija u Austro-Ugarskoj Monarhiji zajedno. Prva isporuka bila je 20. rujna iste godine – kupcima je isporučeno pet vagona petroleja (u to vrijeme glavni naftni proizvod). Pod Baračevim je vodstvom Rafinerija odlično poslovala, pa je Uprava Društva zadužila Barača za upravljanje rafinerijom u Brašovu čiji je vlasnik postala 1890. (Rumunjska) i za izgradnju rafinerije u Oderbergu (Češkoj) čija gradnja počinje 1895. Barač je imenovan u Upravu Društva na radno mjesto tehničkog direktora svih Monarhijinih rafinerija. Također je imenovan članom Uprave Dioničkoga društva za traženje nafte. I sam se Barač 1896. upušta u traženje nafte kod Velikog Poganca, no nalazeći zanemarive količine nafte, odustaje od tog pothvata. Član je uprava više tadašnjih tvrtki: u Nadzornom je vijeću Dioničkog pomorskog parobrodarskog društva Ungaro-Croata; jedan je od direktora Banke i štedionice za Primorje; potpredsjednik Riječkog poduzeća za dokove, d.d.; član Upravnog odbora Riječke tvornice opeka i keramičkih pločica, d.d.
Nakon završetka Prvoga svjetskoga rata Barač se nalazi na mjestu tehničkoga direktora pet rafinerija (Rijeka, Budimpešta, Rumunjska, Češka, Poljska). Novom talijanskom vlašću u Rijeci, Barač iako još uvijek Rafinerijin direktor nema nikakvih ovlasti u Rafineriji pa ni ne dolazi na posao. Također stiže i nalog za Barčevo protjerivanje iz Rijeke (D'Annunzijeva vlast obračunava se s netalijanskim stanovništvom). U tri navrata Barač uspijeva žalbama i intervencijama ostati u Rijeci. No odluka od 13. siječnja 1922. je neopoziva i Barač se prvo seli u Zagreb, a zatim na obiteljsko imanje, kuriju Barać u Donjoj Zelini. Tamo će obnoviti imanje, nabaviti domaće životinje, obogatiti vinograd novim vrstama vinove loze, napraviti pčelinjak, oranice dati seljacima u zakup.

## Drugi interesi

### Najvredniji suradnik Narodnoga zoološkog muzeja
Milutin Barač amaterski se bavio zoologijom. Prikupljao je rijetke vrste ptica i riba s kvarnerskog područja, preparirao ih i slao u zagrebački Narodni zoološki muzej, dopunjavajući njegove zbirke. Poslao je 1 400 primjeraka. Primjerke je životinja slao i muzejima u Moskvi, Berlinu, Beču i Budimpešti. O ulovljenim rijetkim vrstama pisao je u stručnim glasilima. Godine 1886. postao je jedan od utemeljitelj Hrvatskoga prirodoslovnog društva te njegov počasni član. Zajedno sa Spiridionom Brusinom uredio je najbolju lokalnu ornitološku zbirku Austro-Ugarske Monarhije. Bio je član Riječkoga lovačkog društva, poslije i njegov izvršni direktor. Kada je nadvojvoda Franjo Ferdinand dolazio na Kvarner u lov, i Barač je pozivan da sudjeluje u lovu.

### Baračevka
Bavio se pčelarstvom te je konstruirao posebnu košnicu, po njemu popularno nazvanu „baračevka“. U krugu Rafinerije pronašao je staru bačvu nastanjenu pčelama te se počeo zanimati za pčelarstvo čijem će razvoju u našim krajevima uvelike pridonijeti. Nedaleko od Rafinerije, u hrastovoj šumi, postavio je pčelinjak od 50 košnica koji je uskoro postao vrlo cijenjen pa su ga dolazili gledati pčelari iz svih krajeva Hrvatske. Cijenjena je bila i Barčeva pčelarska knjižnica, koju je stvorio u svom domu, s knjigama na hrvatskom, njemačkom, francuskom, talijanskom jeziku. Njegov su pčelinjak na Ponsalu posjetili i sudionici Međunarodnoga pčelarskog kongresa održanog na Sušaku 1. srpnja 1912. U radu Kongresa sudjelovalo je 120 osoba iz Hrvatske, Češke, Slovenije, Srbije, a o svemu je izvijestio Novi list. Tip košnice koju je konstruirao 1896. pokazao se najprikladniji za naše krajeve pa je postao i najrašireniji tip košnice u Hrvatskoj. Tome je doprinijela i Vlada u Zagrebu koja je izradila veći broj baračevki te ih je dijelila školama učiteljima koje je zanimalo pčelarstvo. Svoju je košnicu i pravila rukovanja njome, Barač opisao u stručnoj literaturi.

### Mecena
Pomagao je narodne i kulturne ustanove. Godine 1885. učlanjuje se u Narodnu čitaonicu u Rijeci (koja je zahvaljujući svakodnevnoj ponudi novinskih izdanja: Napredak, Pozor, Narodne novine, Gospodarski list, s vremenom Novi list bila rasadište hrvatske pisane riječi i domoljudnih osjećaja). Barač je podržavao i poticao aktivnosti čitaonice (prikupljnje novaca za potrebite). Na njegovu inicijativu Narodna čitaonica je 30. studenoga 1890. donijela odluku o pomaganju izgradnje Medicinskog fakulteta u Zagrebu. Te je godine izabran i za prvog starješinu Čitaonice.
Barač je novčano pomagao osnivanje mnogih hrvatskih ustanova i društava postavši tako jedan od njihovih utemeljitelja. Barač je bio „utemeljiteljni član“  43 različite hrvatske kulturne, znanstvene, strukovne i ostale ustanove/društva. Među njima su: Matica hrvatska Zagreb, Društvo hrvatskih književnika, Hrvatsko novinarsko društvo, Hrvatsko naravoslovno društvo, Hrvatsko starinarsko društvo u Kninu, Društvo za pouku analfabeta u Zagrebu, Društvo Zvonimir u Beču, Nautička škola u Bakru, Hrvatska gimnazija na Sušaku, Udruga učiteljica u Zagrebu, Obrtničko-radničko potporno društvo u Zagrebu, Vatrogasno društvo u Rijeci, Vatrogasno društvo na Sušaku, Pčelarskog društva Osijek, Pčelarskog društva Vukovar, Centralnoga pčelarskog društva Zagreb itd.

## Crtice iz života

### Susreti s kraljem i carem
Za svoga posjeta Rijeci 23. lipnja 1891. pogon na Mlaki posjetio je vladar Austro-Ugarske Monarhije Franjo Josip I. U Rafineriji su ga dočekali markiz Eduard Pallavicini, direktor Mađarske opće kreditne banke i predsjednik Uprave Rafinerije kamenog ulja d.d. te direktor Barač. Tada je nastala i fotografija na kojoj su Franjo Josip I. i Barač na jednom od visokih spremnika na koji su se, ostavljajući pratnju,  popeli zavojitim stubama. Drugi put su se susreli na audijenciji u Budimpešti 26. listopada 1908. kada je car i kralj osobno čestitao Baraču na imenovanju za kraljevskoga savjetnika. Uprava Društva predložila je Barača za dobivanje titule kraljevskog savjetnika što je i postao 16. lipnja 1908.

### PrekoRječinedo hrvatske riječi
Iako je cijeli život radio u mađarskom,  njemačkom i talijanskom jezičnom okruženju, Barač nije želio da mu unuk pohađa školu u Rijeci na stranom jeziku pa ga je upisao u sušačku pučku školu. Dječak je dva puta na dan pješačio da bi mogao slušati nastavu na hrvatskom jeziku.

### Žuta kiša
U ožujku 1901. na Rijeku je pala kiša u kojoj je bilo žute tvari. Barač je tu tvar analizirao u svom laboratoriju i utvrdio da se radi o silicijevom oksidu u obliku praha koji je pasatni vjetar donio iz Afrike i koji je zasuo velik dio Europe. Rezultat analize poslao je u Moskvu te je 1902. postao član Ruskog carskog prirodoslovnog društva.

## Vanjske poveznice
- Milutin Barač Hrvatska tehnička enciklopedija, portal hrvatske tehničke baštine. LZMK